# 墜落日誌
『墜落日誌』（ついらくにっし）は、寺島令子の漫画作品。

## 概要
作者みずからをキャラクター化した「寺島令子」が主人公。パソコンの知識や操作能力がほぼ皆無の状態からパソコンを購入、家族や知人を巻き込んで試行錯誤を続けながら少しずつ操作を覚えていき、それにつれて仕事や人間関係が広がっていく…という様子を日記形式で描いている。
雑誌『ログイン』誌上で1989年18号より連載開始。掲載誌のリニューアルに伴い、2003年11月号に掲載された第235回を以って『墜落日誌』としては終了。翌月号から『墜落日誌2』名義で連載が続行。2008年7月号(5月下旬発売)を最後に同誌が紙媒体として休刊し、Web雑誌に形態を変更した後も連載は続いていたが、2009年3月を以ってWeb雑誌としての更新が停止した。
紙媒体時代の連載分は5巻の単行本として刊行されている。同時代は原則として毎号2ページ（特別な企画を扱った時は4ページ）で連載されていた。

## 概略
京都編
連載回数1～19回。作者の故郷である京都での話。当時の主流規格であるPC-9801の互換機であるエプソンのPC-286USを購入（後述）する事になったが、その見積もりをファックスで送った直後に本作の連載依頼があった事が描かれている。結婚を機に上京した為、京都編が終了。
第20回以降
連載を2回休載した後、住居を東京に移して再開。「夫の人」と呼称された仮面姿の男性（後述）と同居し、本業の漫画家を続けながら次第にパソコンとの関わりを深めていく様子を描いている。夫婦ともども時期を追ってパソコンを買い換え或いは周辺機器を増設していくが、その過程で様々なトラブルに見舞われており、問題解決に腐心している。
墜落日誌2
2003年11月号に掲載された『墜落日誌』第235回の後、同12月号からこの名義となり、回数も第1回から再カウントされている。紙媒体では56回連載され、web誌に移行した後もこの名義で連載が続行している。

## 単行本

### 第1巻
ISBN 4-7561-0632-3 / 初版発行:1992年3月21日 / 発行所:株式会社アスキー
| 題名                                         | 初出                              | 分類 |
| -------------------------------------------- | --------------------------------- | ---- |
| 本編第1回～第50回                            | 『ログイン』1989年18号～1992年4号 | 漫画 |
| 特別編「わたしもマッキンでCGアーチストの巻」 | 書き下ろし                        | 漫画 |
| 再録マンガ劇場「続ダンジョンマスター」編     | 『ログイン』1990年24号付録        | 漫画 |
| 再録マンガ劇場「パワーモンガー」編           | 『ログイン』1991年21号付録        | 漫画 |
| ついらくのおへや                             | 書き下ろし                        | 対談 |

- 表紙の作成過程は特別編で説明されており、タブレットを使ってPainterで描いた様子が伝えられている。

### 第2巻
ISBN 4-7561-1125-4 / 初版発行:1994年12月22日 / 発行所:株式会社アスキー
| 題名                                                 | 初出                                     | 分類 |
| ---------------------------------------------------- | ---------------------------------------- | ---- |
| 本編第51回～第100回                                  | 『ログイン』1992年5号～1994年16,17合併号 | 漫画 |
| 特別編「それゆけKPT やっぱり表紙はマッキンやねの巻」 | 書き下ろし                               | 漫画 |
| 番外編（島本和彦）                                   | 『ログイン』1994年7号                    | 漫画 |
| ついらくのおへや                                     | 書き下ろし                               | 対談 |

- 表紙の作成過程は特別編で説明されており、背景をKPTブライス（Bryce）というプログラムで描いた様子が伝えられている。
- 島本和彦による番外編は、寺島令子が急病で入院したために代理執筆したもの。本編第93回に詳細が描かれている。また、寺島令子は第94回で、この番外編を「炎の墜落日誌」と呼称している。

### ペンティアム編
ISBN 4-89366-844-7 / 初版発行:1997年11月3日 / 発行所:株式会社アスキー / 発売元:株式会社アスペクト
| 題名                 | 初出                               | 分類 |
| -------------------- | ---------------------------------- | ---- |
| 本編第101回～第164回 | 『ログイン』1994年18号～1997年20号 | 漫画 |
| ついらくのおへや     | 書き下ろし                         | 対談 |

- ペンティアム編と銘打っているが、最初はCPUが80486のパソコン（PC-9801BA）を使っている。Pentiumが搭載されたパソコンの導入は第119回から。
- 表紙はLight Wave 3Dで作成している。当初は寺島令子本人が作成する予定だったが、スケジュールなどの問題で、販売元であるディ・ストームの関係者が担当した（本編164回に経緯が記載されている）。その為本巻には表紙を作成する経緯を描いた特別編は存在しない。

### ネットゲーム編
ISBN 4-7577-0940-4 / 初版発行:2002年8月6日 / 発行所:株式会社エンターブレイン
| 題名                                                    | 初出                                 | 分類 |
| ------------------------------------------------------- | ------------------------------------ | ---- |
| 本編第165回～第220回                                    | 『ログイン』1998年1月号～2002年8月号 | 漫画 |
| また特別編「それゆけアイダック やっぱり表紙は人まかせ」 | 書き下ろし                           | 漫画 |
| ついらくのおへや                                        | 書き下ろし                           | 対談 |

- 表紙の作成過程は特別編で説明されており、寺島令子の原画をデザイン事務所のアイダックが加工した様子が描かれている。
- この巻から『ウルティマオンライン』や『エバークエスト』といった多人数参加型のネットゲームに没頭している様子が描かれる様になった。

### 社会科見学編
ISBN 978-4-7577-4397-7 / 初版発行:2008年8月6日 / 発行所:株式会社エンターブレイン
| 題名                                        | 初出                                             | 分類 |
| ------------------------------------------- | ------------------------------------------------ | ---- |
| 本編第221回～第235回                        | 『ログイン』2002年9月号～2003年11月号            | 漫画 |
| 墜落日誌2・本編第1回～第56回                | 『ログイン』2003年12月号～2008年7月号            | 漫画 |
| 墜落日誌2・特別編「妖精さんをたずねての巻」 | 書き下ろし                                       | 漫画 |
| 蛮人ノーラス 第1回～第3回                   | 『エバークエスト日本語版トリロジー』販促用小冊子 | 漫画 |
| ついらくのおへや                            | 書き下ろし                                       | 対談 |

- この単行本のみA5版で編纂されている。
- 表紙は手書きで、寺島令子が飼い猫のくまこ/ミルコとともに墜落している図案になっている。

## 主な登場人物
寺島令子
主人公。作者自身をモデルにしたキャラクター。テレビゲーム好きであり、第1回でパソコンの購入を決めた主目的も、パソコンのゲームがプレイしたかったからと本作で言明している。パソコンを買ったとたんにログインから本作の連載依頼が来て驚いた、というエピソードは、本人がこの作品内（或いは作品の自己紹介欄）で披露している。
夫の人
寺島令子の配偶者。大阪で開催された花博のキャラクターの仮面で顔を隠している為「チューリップ怪人」或いは「チューリーちゃん」とも呼称される。ただしチューリーちゃんと呼ばれると本人は怒る（本編第56回より）。ファン・サイトでは人気投票一位になった事もあるキャラクターだが、第198話で後ろ姿が描かれたのを最後に出演しなくなった。離婚した事は、寺島令子自身が第203回で語っている。なお、このキャラクターでは本編第19回から登場したが、素顔のイガラシとしては第1回から初代担当編集者として登場している。
てらかわよしこ
主人公の妹。自身も漫画家。愛称は「よっちゃん」。
さとーくん
京都編での寺島令子の相談役。寺島の初代所有パソコンであるEPSON・PC-286USの購入をアドバイスした人物でもある。
みやちさん
本作の第2代担当の女性編集者（初代はイガラシ）。別名「白鳥ジュン」。対戦ゲームで、相手が非練達者であっても決して手を抜かずに勝ちまくるところから「人でなし」と呼ばれている（第28回/第94回など）。
しばやん
本作の第3代担当編集者。当初は歯が欠けていた事から「ハッカケ」という別名があったが、担当になった時点で実物は差し歯で治っていた（漫画のキャラクターは治していない）。
堀ノ内メケ氏
本作の紙媒体時代最後の担当編集者。主な登場時期は単行本の最終巻に集中しているが、第3巻に収録された第134回の冒頭部でくまことにらめっこしているシーンなど、以前から登場していた。
なかとー
ログイン編集部のアートディレクター。写植指定（第135回）や単行本の表紙のデザインなどで本作と関わっており、本作にも頻繁に顔を出していた。
くまこ/ミルコ
寺島令子の飼い猫。くまこは同作者の『くろくま日記』の主人公でもあり、本作には第132回から登場。ミルコは第211回から登場しているが、名前が発表されたのは第216回。どちらも『墜落日誌2』第56回まで作者と同居しており、社会科見学編の表紙にも登場した。

## 主な使用パソコン
| 愛称             | 導入時期            | 特記事項 |
| ---------------- | ------------------- | --- |
| うっしー君       | 第3回               | EPSON PC-286US。寺島令子初の所有機。PC-9801互換機。CPU=Intel 80286互換/10MHz。OSはMS-DOS。さとーくんの推薦により、第1話で購入を決定、第3話の時に宅配便で届いている。愛称は組み立ての最中に「US」をもじって妹が提案している。 |
| くえーさーちゃん | 第57回              | 夫の人の所有機だが、購入は作者が香港旅行に行った時に担当した。当時は香港と日本でショップブランドのPC互換機に価格差があり、香港で買った方が割安だった為、夫の人が仕様を設定してメモに書き出し、香港に観光旅行に行く予定を立てていた作者に購入を頼んでいる。愛称は購入した「群星科技有限公司（Quasar technologies limited）」から。CPUは当初はi486DX/33MHzだったが、第79～80話で66MHzに交換している。 |
| BAさん           | 第88回              | NEC PC-9801BA。CPU=i486。OS=MS-DOS。夫の人からのプレゼントだが、本体だけだったので電源コードやキーボードを調達するところからセッティングが始まっている。 |
| ビンちゃん       | 第119回             | CPU=ペンティアム/100MHz。愛称は本来の名称であるVintageから。OSは最初はMS-DOSだけだったが、翌120話でWindows 3.1を、129話でWindows 95をインストールしている。同機により137話でインターネットを始めている。これ以降は全てPC互換機。 |
| 蔵馬くん         | 第155回             | 寺島令子初の自作機。CPU=ペンティアム/180MHz。愛称は導入時期に「クラマス」というコードネームで呼ばれていたペンティアムIIから。175回でWindows 98をインストールしている。178回でCPUをK6-II300MHzに交換している。 |
| カッパ2000       | 第191回             | 自作機。CPU=ペンティアムIII。愛称は導入時期に「カッパーマイン」と呼ばれていたペンティアムIIIから。Sound Blasterのトラブルは194回。i820チップセットに関連したMTHのトラブルは196回。 |
| 牛2001号         | 第204回             | ゲートウェイ社製。OSはWindows Me。愛称は同社のイメージデザインから。211回でメーカー修理を依頼しているが、預けていた時期にゲートウェイが日本から撤退している。 |
| あけぼの266      | 第211回             | ノートパソコン。EPSON-NOTEの中古機。CPUはCeleron/266MHz。牛2001号をメーカー修理に出すための代替機として急遽購入。 |
| 嵐三号           | 第229回             | 秋葉原のショップブランド品。OSはWindows XP。P4/2.53GHz、メモリ1GB。牛2001号が不調の為に購入したが、購入と同時に牛2001号のマザーボードを交換したら不調が治ってしまった。 |
| ドス号           | 『墜落日誌2』第52回 | ドスパラから貰った動作評価用マシン。名前は53回で付いている。 |